# كارلوس مارتينيز (لاعب كرة قدم أمريكية)
كارلوس مارتينيز (بالإنجليزية: Carlos Martínez)‏ هو لاعب كرة قدم أمريكية أمريكي، ولد في 4 يونيو 1980 في كونسيل بلوفس في الولايات المتحدة.